# Jean Leyder

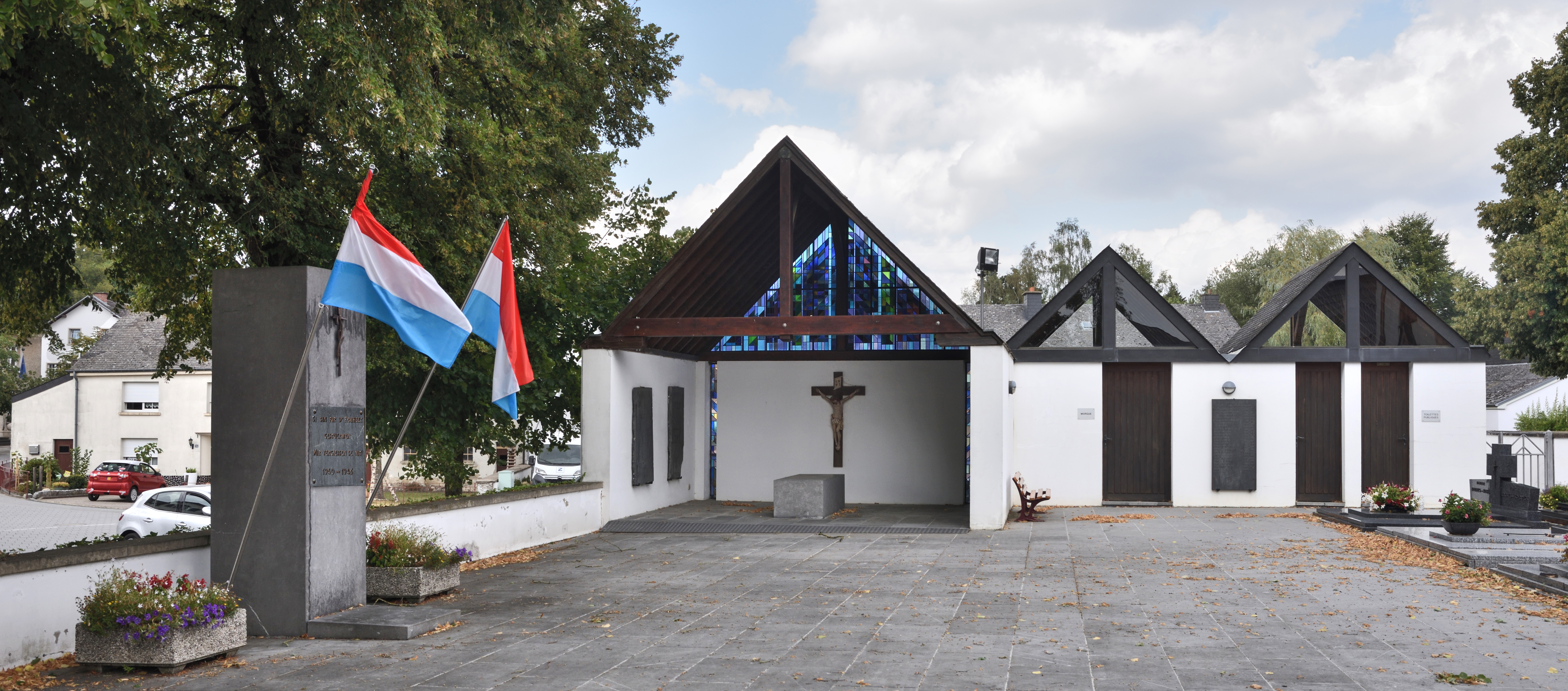
Mortuarium (1979) in Boulaide.

Jean Leyder (Diekirch, 1943) is een Luxemburgs beeldhouwer, glazenier, graficus, kunstschilder en voormalig docent.

## Leven en werk
Jean Leyder studeerde aan de École nationale supérieure des beaux-arts in Parijs (1965-1968), als leerling van Roger Chastel en Gustave Singier. In 1968 werd hij kunstdocent, vanaf 1971 gaf hij les aan het Lycée Michel Rodange.
De kunstenaar schildert in olieverf en acryl en maakt grafisch werk, hout- en kopergravures en linoleumsnedes. In 1964 kreeg hij op de Biennale des Jeunes in Esch-sur-Alzette een aanmoedigingsprijs voor een figuratief stilleven, later ontwikkelde hij zich tot abstract kunstenaar. Hij maakt constructivistisch werk, met geometrische vormen en grote contrasten tussen kleuren of tussen licht en donker. Naast werken op papier en doek, maakte hij smeedijzeren sculpturen, glas-in-loodramen en wandtapijten.
Leyder is lid van de kunstenaarsverenigingen Cercle Artistique de Luxembourg en La Palette in Diekirch, van de laatste werd hij in 1975 voorzitter. Hij ontving voor zijn werk onder meer de Prix Grand-Duc Adolphe (1967) en de Prix Raville (1997). In 2010 kreeg hij van de stad Diekirch de eretitel Mérite culturel de la ville de Diekirch.

## Enkele werken
- 1979 Entree en inrichting van het plein van het mortuarium in Boulaide.
- 1979 Gebrandschilderde ramen voor het atelier van Fernand Bauer, Mondorf-les-Bains.
- 1984 Smeedijzeren monument voor de kunstenaar Frantz Kinnen (1905-1979), Bettborn. Naar een ontwerp van Kinnen zelf.
- 1986 Smeedijzeren sculptuur voor het Fuussefeld in Insenborn. In samenwerking met Gaston Hoffmann.
- 1999 Gobelin voor het Vredesgerecht in Diekirch.

## Onderscheidingen
- 1964 Prix d'encouragement op de IIe Biennale des Jeunes in Esch-sur-Alzette
- 1967 Prix Grand-Duc Adolphe
- 1967 1e prijs voor schilderkunst op de IIIe Biennale des Jeunes in Esch-sur-Alzette
- 1985 Grand Prix de la Jeune Gravure luxembourgeoise, Differdange
- 1986 Grand Prix du parlement européen
- 1990 Eervolle vermelding op de 1e Biennale Européenne de l'estampe contemporaine, Diekirch
- 1997 Prix Raville
- 2010 Mérite culturel de la ville de Diekirch

- Gemeinsame Normdatei: 174238592
- Library of Congress Control Number: n86845650
- Musée national d'archéologie, d'histoire et d'art: lkl000143
- Virtual International Authority File: 209346931
- WorldCat: E39PBJymB49JQ7bWj4JJfHTj4q